# Saison 2 de La Stagiaire
Chronologie
Saison 1 Saison 3
Cet article présente le guide des épisodes de la deuxième saison de la série télévisée franco-belge La Stagiaire créée par Isabel Sebastian et Laurent Burtin. Elle est diffusée en 2017.

## Distribution

### Acteurs principaux
- Michèle Bernier : Constance Meyer
- Antoine Hamel : Juge Boris Delcourt
- Géraldine Loup : Fanny Pelletier, la greffière
- Rémi Pedevilla : Capitaine Sentier
- Nicolas Marié : Procureur Vladimir Quiring
- Anne Décis : Corinne, la secrétaire du procureur Quiring
- Philippe Lelièvre : Barthélemy dit « Barth » Meyer, mari de Constance
- Clément Moreau : Antoine Meyer, fils de Constance et Barth
- Jeanne Lambert : Alice Meyer, fille de Constance et Barth
- Samuel Charle : Paul, le petit ami d'Alice
- Valérie Stroh : Anna Delcourt, la mère de Boris

## Épisodes
Sauf indication contraire, les informations mentionnées dans cette section peuvent être confirmées par la base de données cinématographiques IMDb,  présente dans la section « Liens externes ».

### Épisode 1: Sept ans de malheur
- Belgique : 9 février 2017 sur La Une
- Suisse : 11 février 2017 sur RTS Un
- France : 14 février 2017 sur France 3
- Italie : 26 octobre 2017

- Nicolas Grandhomme : Hervé Lebas
- Sylvie Flepp : Évelyne Marchasson
- Patrick Raynal : Étienne Marchasson

### Épisode 2: Un étudiant modèle
- Belgique : 9 février 2017 sur La Une
- Suisse : 11 février 2017 sur RTS Un
- France : 14 février 2017 sur France 3
- Italie : 26 octobre 2017

- Nathalie Roussel : Christine Lafont

### Épisode 3: Guet-apens
- Belgique : 16 février 2017 sur La Une
- Suisse : 18 février 2017 sur RTS Un
- France : 21 février 2017 sur France 3
- Italie : 2 novembre 2017

- Stéphane Henon : Le capitaine
- Pascal Elso : Adrien Eckert
- Marie-Laurence Tartas : Yolande Eckert
- Franck Libert : Yann Bastier
- Eugénie Derouand : Laure Coste
- François-Dominique Blin : Davout

### Épisode 4: Cuisine pour tous
- Belgique : 16 février 2017 sur La Une
- Suisse : 18 février 2017 sur RTS Un
- France : 21 février 2017 sur France 3
- Italie : 2 novembre 2017

- François-David Cardonnel : Adrien Chevillard
- Nathalie Blanc : Béatrice Chevillard
- Victor Pontecorvo : Lukas Stavros
- Pénélope-Rose Lévèque : Estelle Moulin
- Jacques Germain : Gilbert Malekian

### Épisode 5: Une histoire d'amour
- Belgique : 23 février 2017 sur La Une
- Suisse : 25 février 2017 sur RTS Un
- France : 28 février 2017 sur France 3
- Italie : 9 novembre 2017

- Julie Danlébac : Charlie Lejeune
- Alexandre Thibault : Jérémy

### Épisode 6: Pointes de sang
- Belgique : 23 février 2017 sur La Une
- Suisse : 25 février 2017 sur RTS Un
- France : 28 février 2017 sur France 3
- Italie : 9 novembre 2017

- Manon Bresch : Aminata Diakate
- Grégory Questel : Marc Belmont